# Gobius koseirensis
Gobius koseirensis är en fiskart som beskrevs av Klunzinger, 1871. Gobius koseirensis ingår i släktet Gobius och familjen smörbultsfiskar. Inga underarter finns listade i Catalogue of Life.